# Technique alternative de gestion des eaux de ruissellement urbain
Toute technique alternative de gestion des eaux de ruissellement urbain permet de remédier à l'imperméabilisation croissante du sol des villes, liée à la suppression d'espaces verts et de terre-pleins végétalisés, causant des problèmes d'inondation en aval (ou sur place) et d'éventuel déficit en alimentation de la nappe sous-jacente. Ces techniques incluent la désimperméabilisation, testées dans différents pays, notamment dans le cadre de concepts de « Ville éponge » (en anglais « Sponge city »)
Ces techniques, souvent incluses dans l'écologie urbaine ou associées à des approches de types haute qualité environnementale (HQE) ont souvent aussi comme objectif de limiter la pollution de l'eau et d'améliorer l'environnement urbain et la santé.
Les eaux pluviales et de ruissellement peuvent faire l'objet de récupération et réutilisation, directement à partir des toitures ou plus en aval, pour une ou plusieurs valorisations successives. Cependant, elles peuvent contenir des polluants liés à l'air ambiant ou à des hydrocarbures provenant de véhicules à moteurs thermiques. Des techniques doivent être mises en œuvre par des spécialistes et avec un suivi adéquat, de manière à éviter l'infiltration dans la nappe de polluants ou substances indésirables.

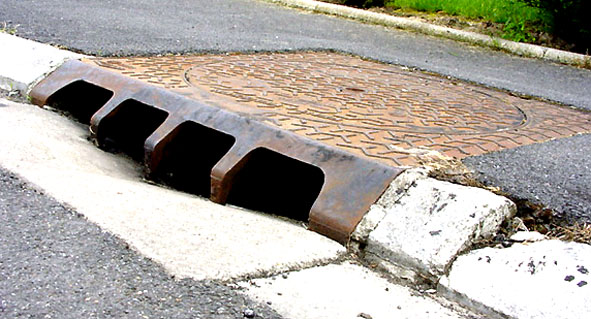
Cet avaloir ne conduit pas l'eau dans le réseau d'égout, mais dans une structure réservoir d'où elle sera lentement libérée, sans contribuer à un pic d'inondation.

## Historique

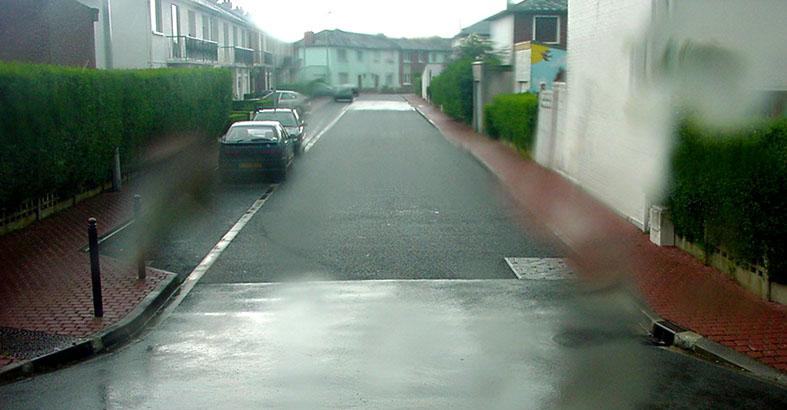
Par forte pluie, la partie centrale (chaussée drainante absorbante) absorbe immédiatement toute l'eau, diminuant aussi le risque d'aquaplanage et de verglas. Trottoirs et stationnements sont également drainants avec une structure réservoir sous-jacente.

Une première période débute au XIXe siècle jusqu’aux années 1970 ou la place de l’eau dans la ville va être remaniée avec l’arrivée de la doctrine hygiéniste. Cette période voit l'eau comme un élément pollué et qui n'apporte que des maladies et des épidémies comme la peste et le choléra. L'eau était vue comme contaminatrice. Il y a des aménagements urbains qui vont repousser et canaliser les eaux en dehors de la ville et dans des réseaux. On voit la mise en place de systèmes d’évacuation des eaux sales et pluviales, du tout à l’égout, des rues complètement pavées. Il y a une exclusion de l’eau de la ville pour rendre la ville plus propre. L’eau va prendre la forme d’un réseau, elle est placée dans un circuit artificiel pour assainir la ville.
À partir des années 1970 et 1990, on assiste à un tournant concernant la place de l’eau dans les villes. On peut qualifier ce tournant de législatif avec plusieurs créations de lois qui réhabilitent l’eau dans les milieux urbains. On peut citer une loi très importante qui est la loi sur l’eau de 1992, mais également la création des contrats des rivières et la mise en place des Schémas d’Aménagement et de Gestion des Eaux (SDAGE). Ce tournant législatif s’inscrit dans un contexte de fort accroissement urbain où les anciens réseaux deviennent inefficaces et engendrent des inondations par exemple. Ces lois et les premières techniques alternatives sont donc les premiers signes de la réhabilitation des cours d’eau en ville. Par ailleurs, ces actions ne se font pas dans le seul souci écologique, mais également dans un souci d’attractivité pour les villes, la population fait preuve d’un désir croissant de nature.

Depuis les années 2000 l’intégration de l’eau dans les villes devient un enjeu majeur de l’aménagement urbain. On peut voir un renversement dans les modes de pensée, l’eau est à penser avant l’aménagement urbain et doit faire partie intégrante de celui-ci. Aujourd’hui, c’est une gestion équilibrée de la ressource avec des critères écologiques qui prime. L’imperméabilisation des sols a dénaturé le cycle de l’eau. On voit alors apparaitre, de plus en plus, le concept de désimperméabilisation des sols. Cette idée de faire de la ville une ville perméable voit de nombreuses techniques alternatives à la gestion des eaux de ruissellement urbain.

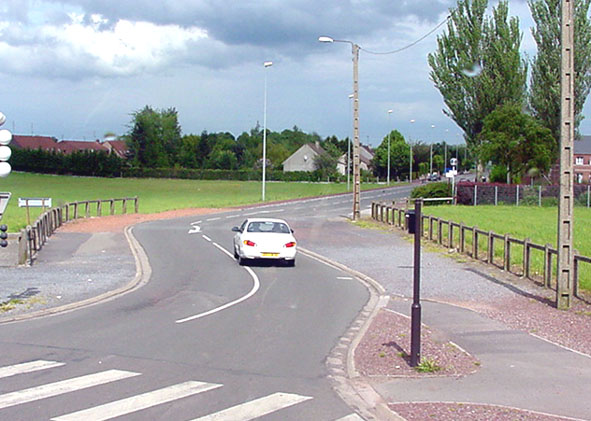
Cette route d'apparence normale cache une chaussée-réservoir. Elle ne produit plus de ruissellement.

## Objectifs d'une gestion alternative
Les eaux de ruissellement accumulent souvent de grandes quantités de polluants ou nutriments trop brutalement apportés aux rivières ou polluant les nappes. Avec l'imperméabilisation croissante des villes et des zones d'activité, les pluies longues ou fortes pluies d'orages perturbent les capacités des stations d’épuration et dépassent celles des réseaux unitaires d'évacuation des eaux, et contribuent moins à l'alimentation des nappes phréatiques.
Les indices d'intégrité écologique (IIE) calculés pour de nombreux cours d'eau en Amérique du Nord ont montré une altération significative des cours d'eau, voire un effondrement local des écosystèmes (collapsus écologique) partout où plus de 10 à 15 % du contexte paysager local (microbassins hydrographiques) est imperméabilisé par l'urbanisation, les zones d'activités, les stationnements, etc.). Les apports en déjections (de chats, chiens, pigeons, etc.), en sels de déneigement, en fongicides relargués par les peintures murales ou encore en métaux provenant des zingueries et autres éléments d'architecture posent également des problèmes préoccupants.
Une meilleure gestion et maîtrise des « rejets urbains par temps de pluie » (R.U.T.P.) est nécessaire pour atteindre les objectifs européens des SDAGEs (Schéma Directeur d’Aménagement et Gestion des Eaux) :
- la non-détérioration de la qualité des eaux,
- le bon état écologique des masses d’eau d’ici 2015.

qui sont aussi en France ceux de la trame verte et bleue
Une gestion alternative et intégrée s'appuyant sur les techniques de génie écologique, elles-mêmes valorisant les capacités naturelles d'épuration et filtration des eaux permet de ne pas devoir continuellement augmenter la capacité des réseaux unitaires, des tuyaux et des bassins de rétention en dur, qui sont sources de contraintes techniques, foncières, financières, environnementales, sociales, juridiques, de sécurité et de coûts futurs d'entretiens.

### Mieux gérer les changements climatiques liés à l'imperméabilisation des sols
Tous les phénomènes et risques découlant de l'artificialisation des sols comme les risques d'inondations, de pollution, d'ilot de chaleur urbain, de dérèglement du cycle de l'eau et de la biodiversité sont souvent liés au changement climatique. Ces phénomènes sont tous accentués par le changement climatique et accentuent eux-mêmes le changement climatique dans une sorte de cercle vicieux.

## Principes d'une technique alternative

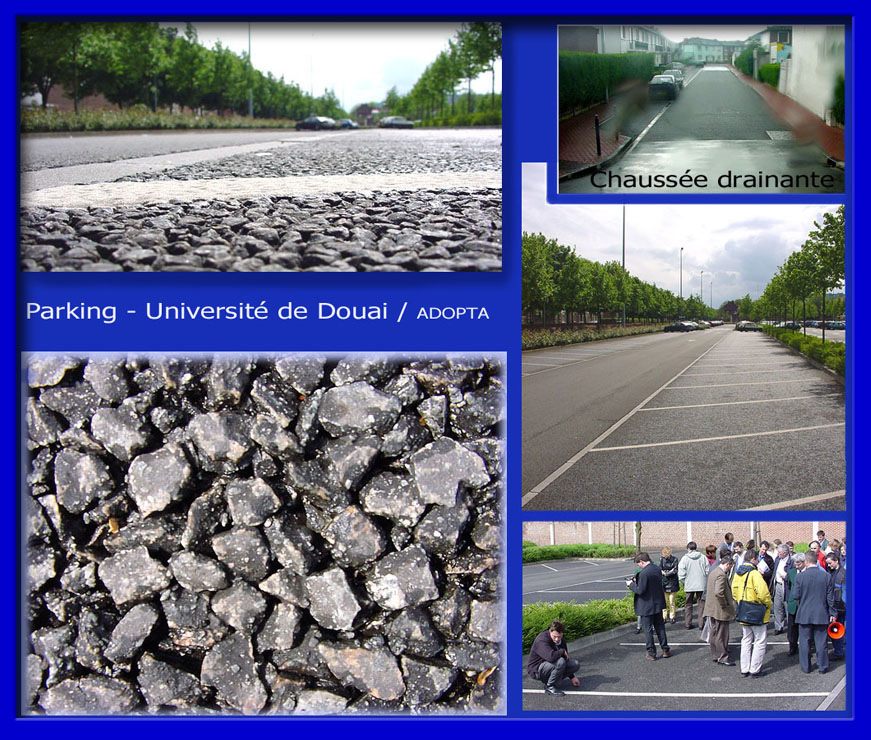
Ce stationnement (Université de Douai) absorbe la pluie et la stocke avant de la relacher lentement, de manière différée.

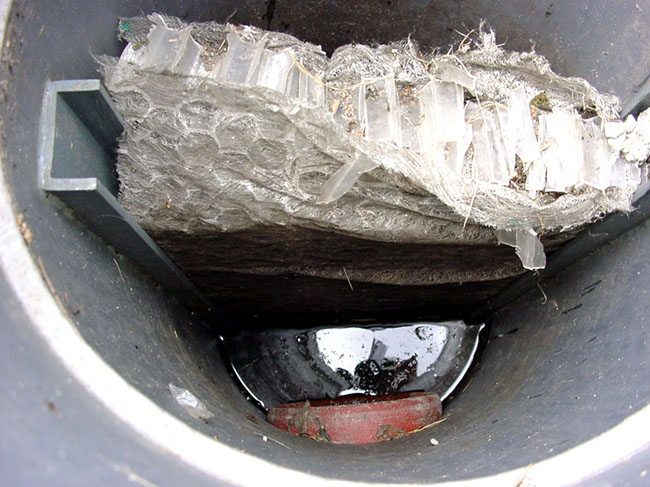
Un filtre en nid d'abeille, intégrée dans le réseau, pré-épure l'eau de ruissellement avant un stockage/infiltration en noue ou bassin végétalisé.

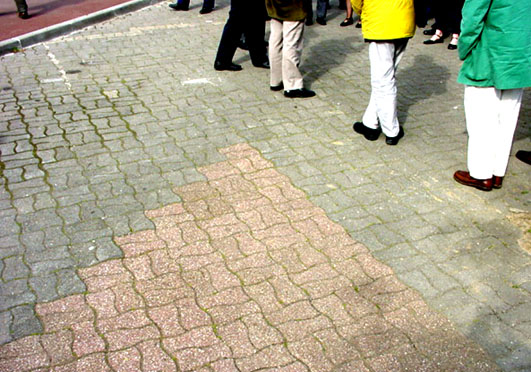
Ces pavés autobloquants laissent l'eau percoler dans une structure sous-jacente poreuse qui fait office de réservoir et zone tampon.

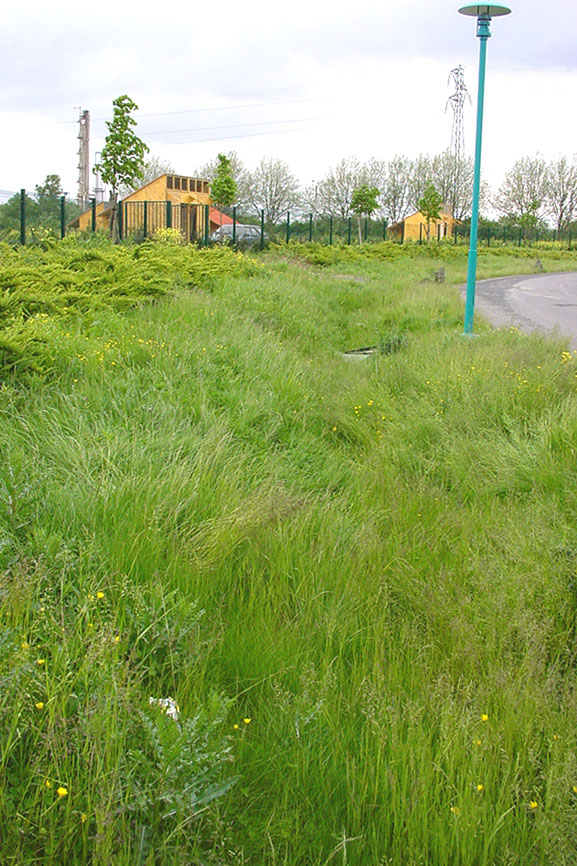
Cette noue absorbe les pics de ruissellement sans envoyer l'eau vers l'aval. Elle s'y infiltrera lentement dans le sol, en grande partie dépolluée par les plantes et les bactéries naturellement présentes.

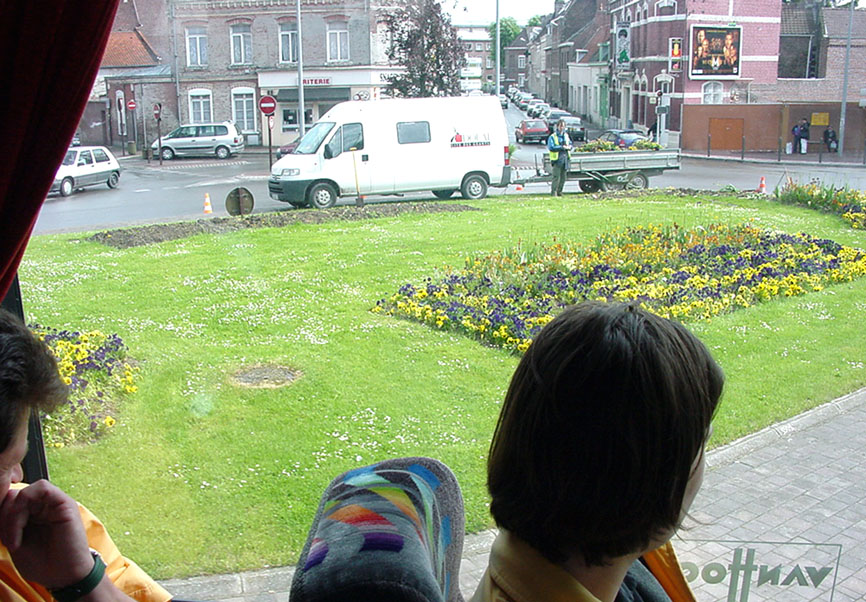
Ce rond-point fleuri cache plusieurs dizaines de mètres cubes d'une structure réservoir qui peut en quelques dizaines de minutes absorber le surplus d'eau d'une forte pluie d'orage, avant qu'elle ne ruisselle vers un point bas où elle provoquait autrefois des inondations.

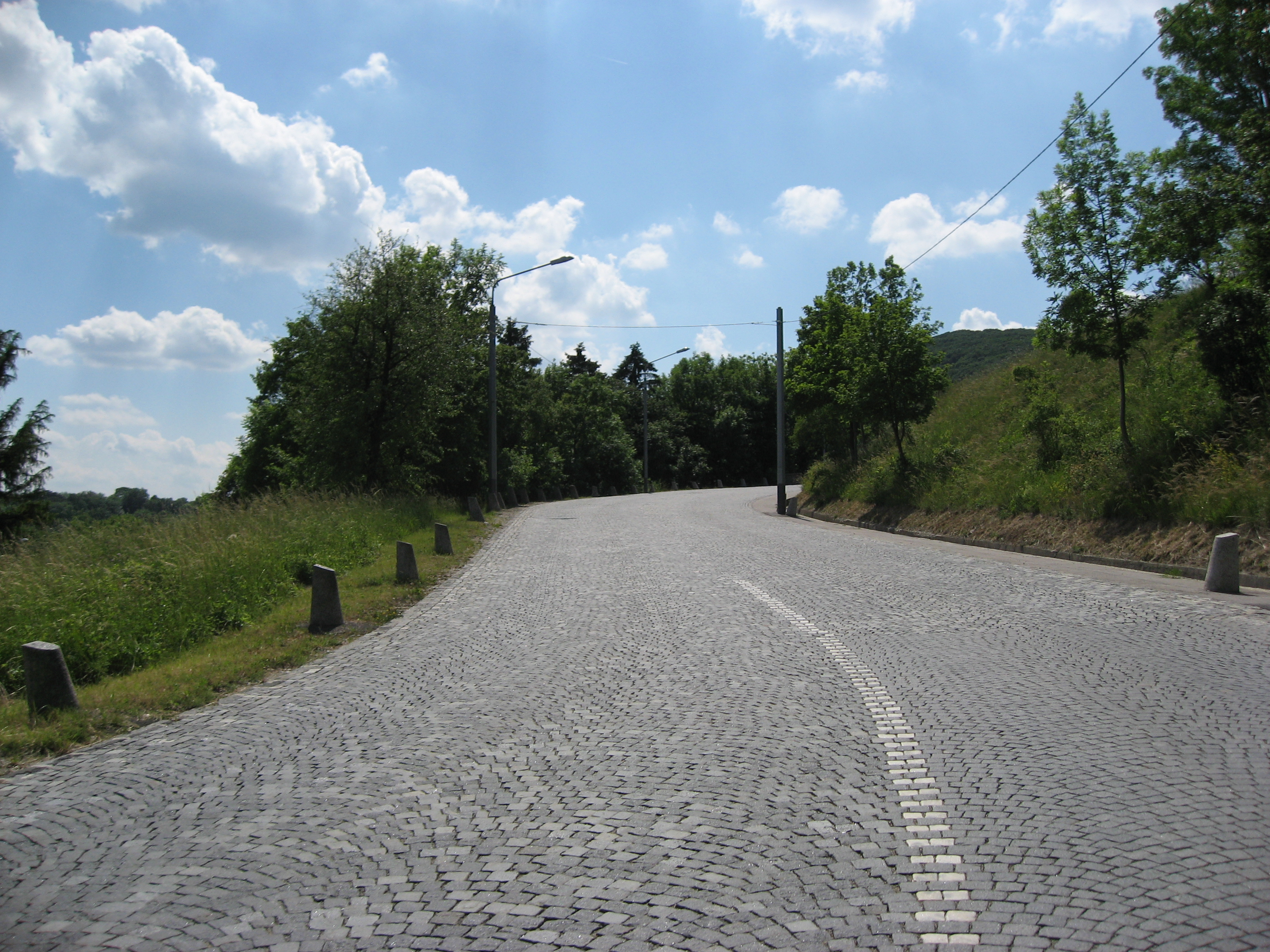
Le pavage non maçonné permet de diminuer le ruissellement, mais il est plus fragile et il y a risque de pollution si la nappe sous-jacente est vulnérable

Les techniques alternatives de gestion des eaux de ruissellement sont basées sur un triple principe de fonctionnement :

### Stockage restitution
Il s'agit de stocker temporairement les eaux pluviales, en amont, pour, par un effet tampon, ralentir et réguler les débits vers l’aval, un réseau d'assainissement, un réseau de collecte des eaux pluviales ou le milieu aquatique naturel de surface. À partir de ce débit, on dimensionne le volume à stocker en fonction de la pluie objectif, en général la pluie décennale. Des objectifs de pluie plus rares (cinquantenaire ou centennal) peuvent être choisis en fonction de la sensibilité des espaces à protéger. Le débit de régulation adopté est généralement fixé à 10 l/s/ha. Il s'agit d'un bon compromis entre l'efficacité de la régulation et le prix croissant avec le volume calculé. Cependant d'autres débits de régulation peuvent être choisis lorsque l'aménagement est à l'amont d'une zone plus sensible. Les études ont montré que ce principe est très efficace pour lutter contre les inondations par débordement du réseau, mais relativement peu efficace pour lutter contre les pollutions du milieu naturel par déversement de temps de pluie. Dans certains cas, il pouvait même être néfaste à l'environnement, car une régulation du débit de fuite sur un bassin versant assaini par un réseau unitaire pouvait en augmenter les volumes déversés dans le milieu naturel (phénomène de concomitance). Le syndicat interdépartemental d'assainissement de l’agglomération parisienne a constaté que la multiplication des ouvrages de stockage à la source, notamment dans les Hauts de Seine, avait pour conséquence de prolonger le fonctionnement de temps de pluie de la station d'épuration d'Achères bien au-delà de la durée de la pluie. Cela se traduit par une baisse de la qualité d'épuration et une augmentation des pollutions de la Seine. Le volume stocké peut aussi servir de stockage temporaire avant infiltration plutôt que restitution à un réseau. Le dimensionnement se fait alors en fonction du débit d'infiltration prévu dans le sol.

### Abattement volumique
Il s'agit de réduire les volumes d'eau envoyés vers l'aval pour limiter, par exemple, les dysfonctionnements d'un réseau de collecte des eaux pluviales, qu'il soit unitaire ou séparatif. L'abattement volumique peut être total (on parle ainsi de déconnexion) ou partiel quand il s'agit d'abattre la première lame d'eau de pluie. Dans la pratique, l'abattement volumique peut se concrétiser de trois façons :
1. L'infiltration des eaux non polluées dans le sol, autant que possible.
2. L'évapotranspiration. Loin d'être négligeable, ce phénomène peut être prépondérant dans les jardins de pluie[7],[8] et essentiel dans les toitures végétalisées.
3. La réutilisation des eaux de pluie est aussi une forme d'abattement volumique. Lorsqu'elle est choisie pour arroser un jardin, par exemple, elle permet d'abattre le volume par infiltration et évapotranspiration. Lorsqu'elle est utilisée pour des usages ne nécessitant pas de l'eau potable (chasse d'eau des toilettes, nettoyage des surfaces, etc.) la récupération permet de transformer, dans le réseau de collecte situé à l'aval, un débit de temps de pluie incontrôlable en un débit de temps sec plus régulier.

Les études ont montré que l’abattement volumique était profitable tant à la réduction des pollutions du milieu naturel aquatique par les orages dès que les premiers millimètres sont tombés, qu'à la réduction des inondations par débordement du réseau de collecte, en particulier lorsque les techniques alternatives en permettent la déconnexion.

### Épuration de l'eau
Il s'agit de distinguer et traiter séparément les eaux polluées, les eaux pluviales ou celles de ruissellement et parmi ces dernières veiller à ce que celles qui ont ruisselé sur des substrats pollués (routes, cours d'usines, sols pollués, etc.) soient traitées en fonction de leurs caractéristiques (charge en microbes, détergents, métaux lourds, pesticides, polluants routiers, etc.)
Ce principe est particulièrement utilisé lorsque les eaux sont rejetées vers le milieu naturel de surface ou souterrain.

### Implications
Ce qui précède implique de :
- gérer et si possible épurer l'eau au plus près de son point de chute, avec des solutions passives (ne dépendant pas de pompes, vannes, vannages et tuyaux qui risquent de se boucher, etc.), dès la toiture par exemple avec les terrasses végétalisées, ou près de la maison, avec des systèmes de noues et restauration de zones humides fonctionnelles (tels que des lagunages naturels qui épurent également l’eau, ce qui n’est pas le cas des égouts collectant les eaux pluviales).
- éviter ou limiter le ruissellement, qui est un puissant facteur de pollution de l’eau et de transferts rapides de polluants vers l'aval et la mer (la turbidité de l'eau est devenue un des paramètres les plus critiques pour les cours d'eau du Nord de la France et de nombreuses régions urbaines ou agricoles labourées comme en Bretagne).
- favoriser si possible les techniques alternatives les trois principes énoncés ci-dessus. Par exemple, un jardin de pluie sert en priorité à l'infiltration et l'évapotranspiration des eaux de ruissellement, mais aussi à stocker temporairement l'eau, avant infiltration ou de manière régulée vers un réseau de collecte, et d'épurer l'eau par phytoremédiation avant infiltration.

## Avantages
- Lutte contre les inondations et les sécheresses;
- Réapprovisionnement des nappes souterraines;
- Coût réduit par rapport aux solutions classiques (tuyaux, pompes);
- Moindres rejets polluants dans le milieu naturel;
- Fiabilité (en développant des systèmes passifs et solutions écotechniques les plus autoentretenues possibles, par les processus écosystémiques naturels;
- prise de conscience des citoyens sur la place de l'eau dans la ville et sur le fonctionnement du cycle de l'eau;
- augmentation de la biodiversité favorisée par ces infrastructures incluant souvent de la végétation.

## Inconvénients
- Le colmatage est un des principaux problèmes de ces techniques alternatives basées sur la rétention et l’infiltration des eaux pluviales. Les eaux pluviales chargées en particules plus ou moins fines, en débris, en polluants ont tendance à se décanter, les débris vont alors se colmater à la surface des ouvrages et compromettent leur bon fonctionnement. Il est possible de s’en prémunir en installant ces infrastructures alternatives loin de l'activité humaine ou en privilégiant telle ou telle technique en fonction de l'usage qui est fait de l'espace autour de l’infrastructure (route, promenade piétonne, stationnement), des mesures de nettoyage ou de désengorgement préventives régulières doivent être menées, pour permettre d’assurer la pérennité des ouvrages.
- Les ouvrages basés sur les techniques alternatives sont déconnectés des ouvrages classiques d'assainissement, la pollution est gérée à la source avec les risques que ça comporte. Dans le cas d'une mauvaise gestion les polluants peuvent s'infiltrer dans le sol et atteindre les nappes phréatiques, ces ouvrages alternatifs doivent donc être régulièrement surveillés afin de changer les filtres à polluant pour maintenir la meilleure infiltration possible. Dans le cas des ouvrages à ruissellement direct, une couche de sable voire un géotextile, peuvent être placés sous les matériaux choisis afin de filtrer les polluants. (Cf. Fig. 22).

## Exemples de techniques «alternatives»
Elles associent diverses solutions telles que :

### Fossés et noues
Une noue est un type de fossé de grande largeur et de faible profondeur dont la surface est végétalisée afin de permettre le stockage de l'eau de ruissellement et l'évapotranspiration, mais aussi dans un but technique afin de stabiliser le fossé. Les fossés et noues ont également un potentiel de dépollution grâce à ce couvert végétal, les végétaux présents épurent l’eau d’une partie de ses polluants comme les nitrates, ou les phosphates, rejetés en grandes quantités par l'agriculture conventionnelle.

#### Noues d'infiltration
La noue d'infiltration a pour principe de recueillir et d'infiltrer l'eau de ruissellement sur place, après son recueillement. Elle doit être conçue en accord avec le type de sol afin de permettre la meilleure infiltration possible. Lorsque ça n'est pas possible, la noue de transfert est privilégiée.

#### Noues de transfert
Elle a pour principe de recueillir les eaux de ruissellement et de les transférer vers l'aval, que ça soit vers un réseau d'assainissement, ou une infrastructure de drainage alternative (bassin inondable, champs inondables, ou autre). Une partie de l'eau écoulée s'infiltre lors du trajet, tout dépend du type de sol sur laquelle elle est aménagée, une partie est également évapotranspirée sur place.

### Tranchées
Les tranchées drainantes ou d'infiltration sont des structures linéaires, superficielles c'est-à-dire peu profondes offrant un volume-tampon permettant un stockage provisoire de l’eau qui peut ensuite être drainée ou infiltrée dans le sol. Elles sont remplies de matériaux poreux tels que du gravier ou des galets sous lesquels est généralement situé un drain. Les galets en surface sont laissés tels quels ou recouverts de végétation et parfois d'un revêtement poreux pour permettre l'infiltration. L’eau de pluie qui arrive jusqu'à la tranchée provient du ruissellement ou arrive par l'intermédiaire d'infrastructures qui permettent de la canaliser jusqu'à la tranchée. Selon leur type, les tranchées retiennent l’eau de pluie et l’évacuent vers un exutoire, ou l’infiltrent dans le sol. Ces deux techniques peuvent être combinés dans un seul ouvrage.

#### Tranchée drainante
Elle retient l'eau de pluie et l'évacue vers un exutoire (le réseau d’assainissement pluvial traditionnel, un système d'évacuation ou d’infiltration). L'eau infiltrée rejoint le drain, mais celui-ci peut aussi être alimenté par une infrastructure complémentaire.

#### Tranchée infiltrante
Elles permet l’évacuation des eaux pluviales par infiltration directement dans le sol. Le sol de la tranchée est recouvert d'une couche de matériaux poreux ou d'un géotextile pour limiter la pollution lors de l'infiltration.

### Bassins

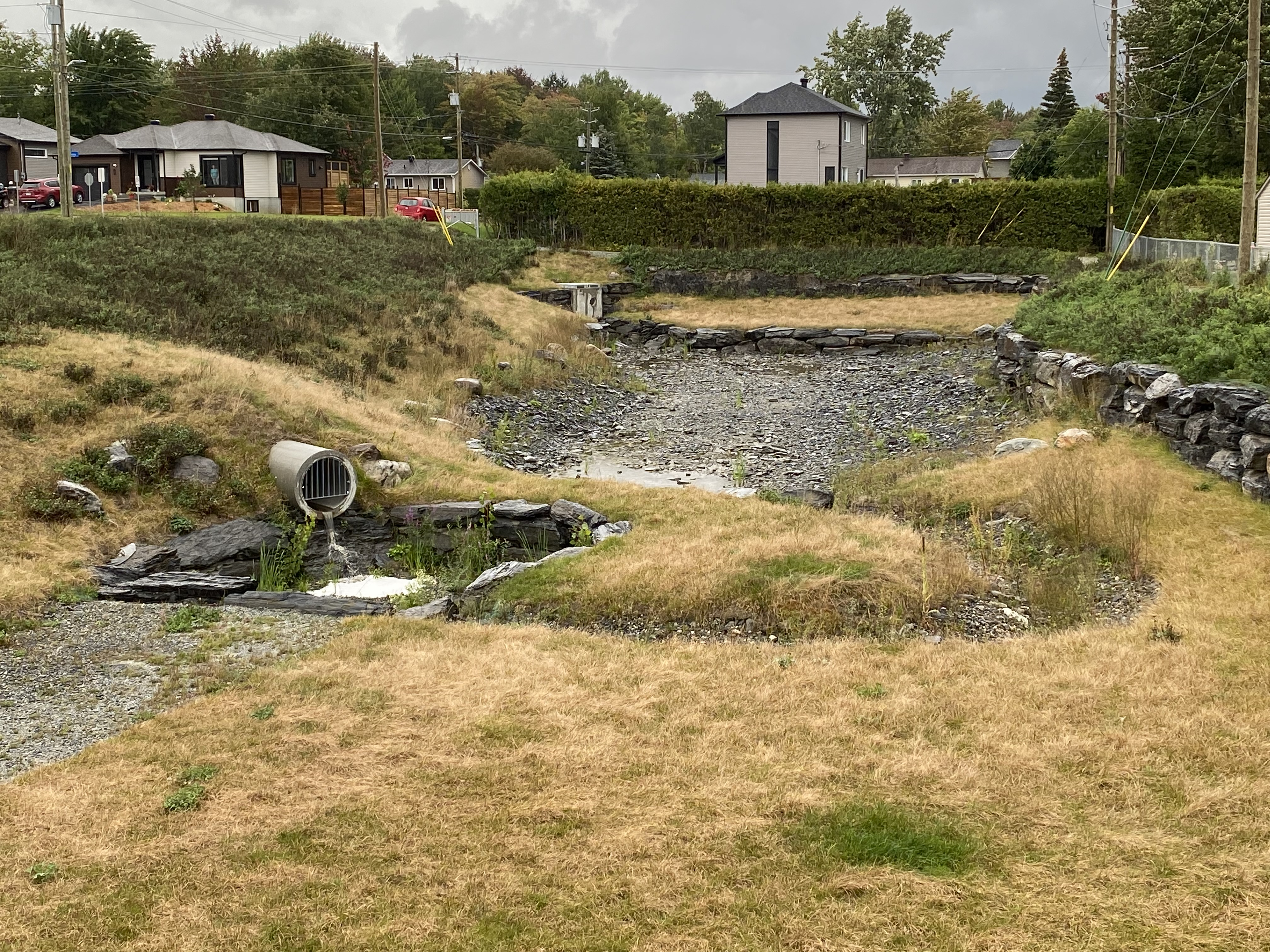
Ce bassin sec recueille les eaux pluviales qui ruissellent des rues d'un quartier de Sherbrooke au Québec, Canada.

Les bassins sont des espaces peu profonds, perméables ou étanches, qui permettent de stocker les eaux de pluie de l'infiltrer ou la rediriger vers un réseau d'assainissement. L’eau de ruissellement est collectée par des ouvrages associés puis stockée dans le bassin, elle est soit infiltrée dans le sol (bassins d’infiltration) soit redirigée vers un réseau d'assainissement (bassin de stockage).
Les bassins d'infiltration végétalisés sont habituellement de taille plus importante que les solutions précédentes. Ils peuvent recueillir des afflux massifs d'eau de ruissellement, avant de les épurer et de lentement la laisser s'infiltrer dans le sol. C'est un solution pour le stockage temporaire de l'eau de pluie. Les bassins d'infiltration végétalisés peuvent prendre la forme d’un jardin de pluie, conçu de manière qu'il n'y ait pas d'ilot où des enfants risqueraient d'être surpris par la montée de l'eau.
Les bassins de stockage permettent une réutilisation de l'eau pour les usages domestiques ou agricoles. Ils sont de deux types, les bassins secs ou en eau :

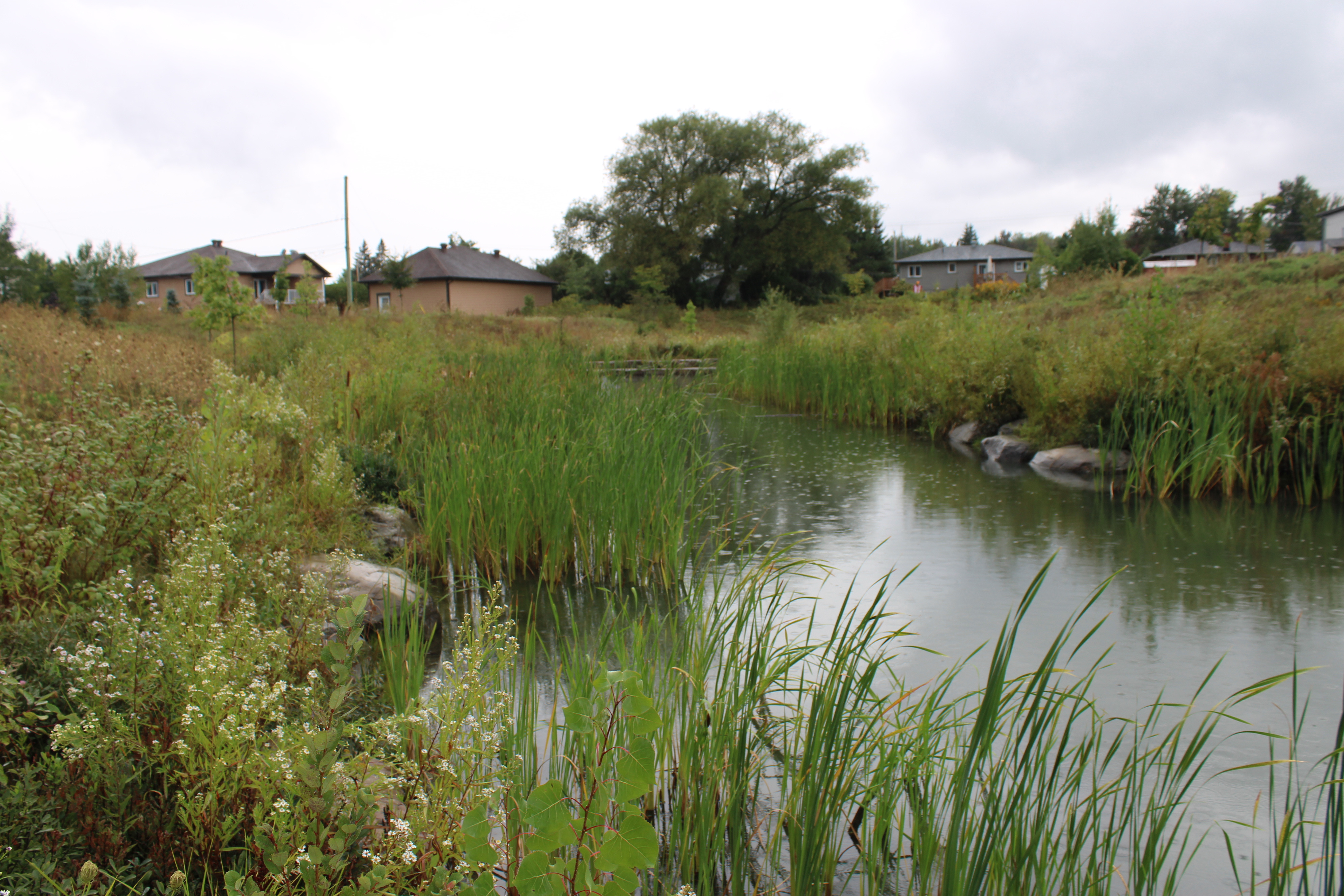
Ce bassin à retenue permanente permet de contrôler les aspects quantitatif et qualitatif des eaux de pluie et de ruissellement.

#### Bassin sec
Le bassin sec est vide la majeure partie du temps, il se remplit surtout lors d'éléments pluvieux d'envergure, l'eau est ensuite infiltrée ou dirigée vers un exutoire lors d'événements intenses pour éviter les débordements.

#### Bassin en eau
Le bassin en eau (ou bassin à retenue permanente) est rempli en permanence, il peut être alimenté par une source d'eau supplémentaire que les seules eaux pluviales. Il possède une fonction paysagère et peut être valorisé pour améliorer le cadre de vie des populations qui le côtoient.

### Toitures

#### Toiture terrasse stockante
Cette technique consiste à stocker provisoirement l’eau de pluie au plus près de la ou elle tombe. L'eau est ainsi directement collectée, la toiture doit être aménagée, entourée de parapets permettant le stockage de l'eau, revêtue d'un revêtement étanche et recouverte par une couche de gravillons permettant de réduire les débits de pointe et de filtrer l'eau pluviale de ses éléments grossiers. La toiture terrasse stockante est pourvue d'un trop plein permettant l'évacuation vers un exutoire et d'un trop-plein de sécurité permettant les évacuations d'urgence en cas de fort débit. Cette technique peut être réalisée sur des toits plats ou à faible pente, et peut jouer un rôle non négligeable dans la limitation du ruissellement urbain. L'eau stockée peut aussi alimenter un réservoir de stockage domestique et ainsi être réutilisée pour les usages domestiques, pour les toilettes par exemple, ou encore pour arroser les espaces verts ou alimenter un potager.

#### Toiture végétalisée

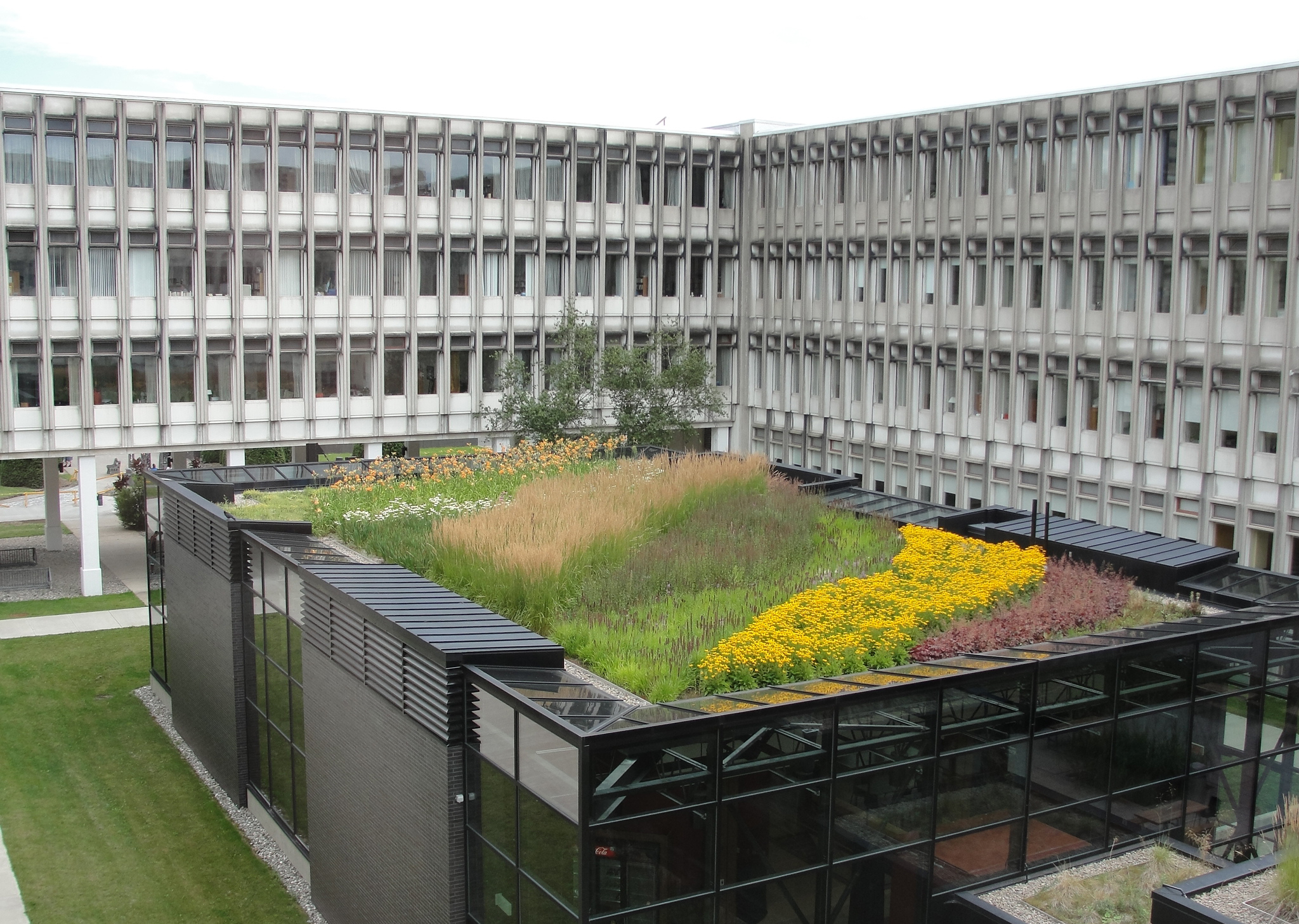
Le pavillon De Koninck de l'Université Laval à Québec.

Les toitures végétalisées sont recouvertes d'une couche thermique, d'un revêtement étanche sur lequel se pose une couche drainante et un substrat lui-même recouvert de végétation. La végétation doit être sélectionnée pour ses capacités dépolluantes et de stockage de l'eau, ou encore pour ses capacités à piéger le CO2, l'eau ainsi épurée peut être stockée dans le substrat et la couche drainante ou rejoindre un exutoire vers l'aval lors de fortes pluies. Cette technique permet la rétention de l'eau pluviale et ainsi de limiter le ruissellement urbain et de décharger les réseaux d'assainissement, elle joue un rôle dans la lutte contre les ilots de chaleur urbains en augmentant les surfaces végétalisées et donc l'évapotranspiration. L’intégration est possible sur tout type de toiture, plate ou en pente.

### Espaces temporairement inondables
Les espaces temporairement inondables sont des espaces destinés à la rétention temporaire des eaux pluviales, ils ont pour vocation d'être inondés de manière partielle ou totale durant une période de forte précipitation. Cette technique utilise le même principe que les bassins secs de rétention des eaux à ciel ouvert sauf qu'elle est ici combinée à un espace public fréquentable, ça peut être une place, une pelouse publique, un stationnement, ou autre en fonction des possibilités et des contraintes qu'offre l'espace sur lequel on souhaite l'aménager. Ces ouvrages peuvent être alimentés par une infrastructure de collecte de l'eau pluviale ou par ruissellement direct. Ces bassins peuvent être construits en supplément d'une infrastructure principale et servir comme infrastructure complémentaire afin d'éviter une sollicitation systématique pour les faibles débits. L'évacuation de l'eau se fait par infiltration dans le revêtement perméable et vers les dispositifs d'infiltration complémentaires, (noues, parterres végétalisés, etc.). En cas de trop-plein l'eau peut être redirigée vers un cours d'eau ou d'autres types d'infrastructures (bassins).
La topographie doit être choisie de sorte de permettre la meilleure inondation puis la meilleure évacuation de l'eau possible. La hauteur maximale de stockage se situe généralement à 40 cm pour des raisons de sécurité. La sécurisation de l'ouvrage doit être pensée en amont afin d'en limiter les risques pour les usagers. Les matériaux, végétaux, minéraux ou autres doivent être sélectionnés afin d'être capables de recevoir cette présence d'eau temporaire.

### Revêtements perméables
Ce sont des revêtements qui peuvent être utilisés pour différents types d'usages, ils remplacent les revêtement traditionnels imperméables, tout en permettant de répondre aux mêmes contraintes techniques (solidité, durabilité etc.). Ils permettent de diminuer le ruissellement voir de l'empêcher pour certains revêtements et de gérer l'eau au plus près de son point de chute. Ils peuvent être utilisés dans les espaces publics et privés, mais doivent être adaptés aux différents usages, à la fréquentation et à la charge pour limiter les risques de colmatage et de fragilisation (pour ce qui concerne les revêtements de type gravier/résine par exemple).
Les différents revêtements utilisés ont une influence sur les ilots de chaleur urbains, la couleur des revêtements apparaît comme question centrale dans une optique d'écologie urbaine, plus les matériaux sont foncés, plus ils ont un albédo faible et plus ils renforcent ces ilots de chaleur, il est donc préférable de privilégier les revêtements moins foncés.

#### Pavés à joints infiltrants
Ils sont dépourvus de joints solides de type ciment par exemple, les interstices sont comblés avec un mélange sable/gravillon ou par des gravillons seuls. Ils sont adaptés à la circulation automobile, mais peu confortables, ils doivent donc être réservés aux voies à faible trafic, ils sont à éviter pour les trottoirs car ils représentent un danger pour les personnes à mobilité réduite.

#### Pavés non liés à joints engazonnés
C'est une variante des pavés aux joints infiltrants, le gazon dans leurs interstices joue un rôle même s'il est faible dans la rétention de l'eau et donc dans la limitation des ilots de chaleurs, ils ont aussi un rôle paysager, ils peuvent être mis en place sur des voies de très faible circulation (impasses).

#### Pavés à joints élargis
C'est une autre variante des pavés aux joints infiltrants, ils possèdent de plus grandes interstices donc un potentiel d'infiltration supérieur.

#### Revêtement en mélange terre sable
Ils ont une grande capacité d'infiltration, Ils peuvent se déformer facilement et demandent un entretien régulier.

#### Béton et asphalte poreux
Il doit être utilisé dans les zones peu fréquentées car il a l'inconvénient de pouvoir rapidement se boucher, certaines zones sont à exclure pour sa mise en place, les zones de marchés qui produisent des résidus de toutes sortes et les zones arborées (résidus de feuilles, résine, pollen etc..) 

#### Revêtements composites gravier-résine
Ils ne sont pas adaptés à la circulation automobile ou d'engins lourds, ils peuvent être utilisés comme revêtement pour les surfaces piétonnes. Comme les autres revêtements poreux, ils ont l'inconvénient de facilement se colmater et donc d'empêcher l'infiltration, ils doivent bénéficier d'un nettoyage régulier avec des engins dédiés.

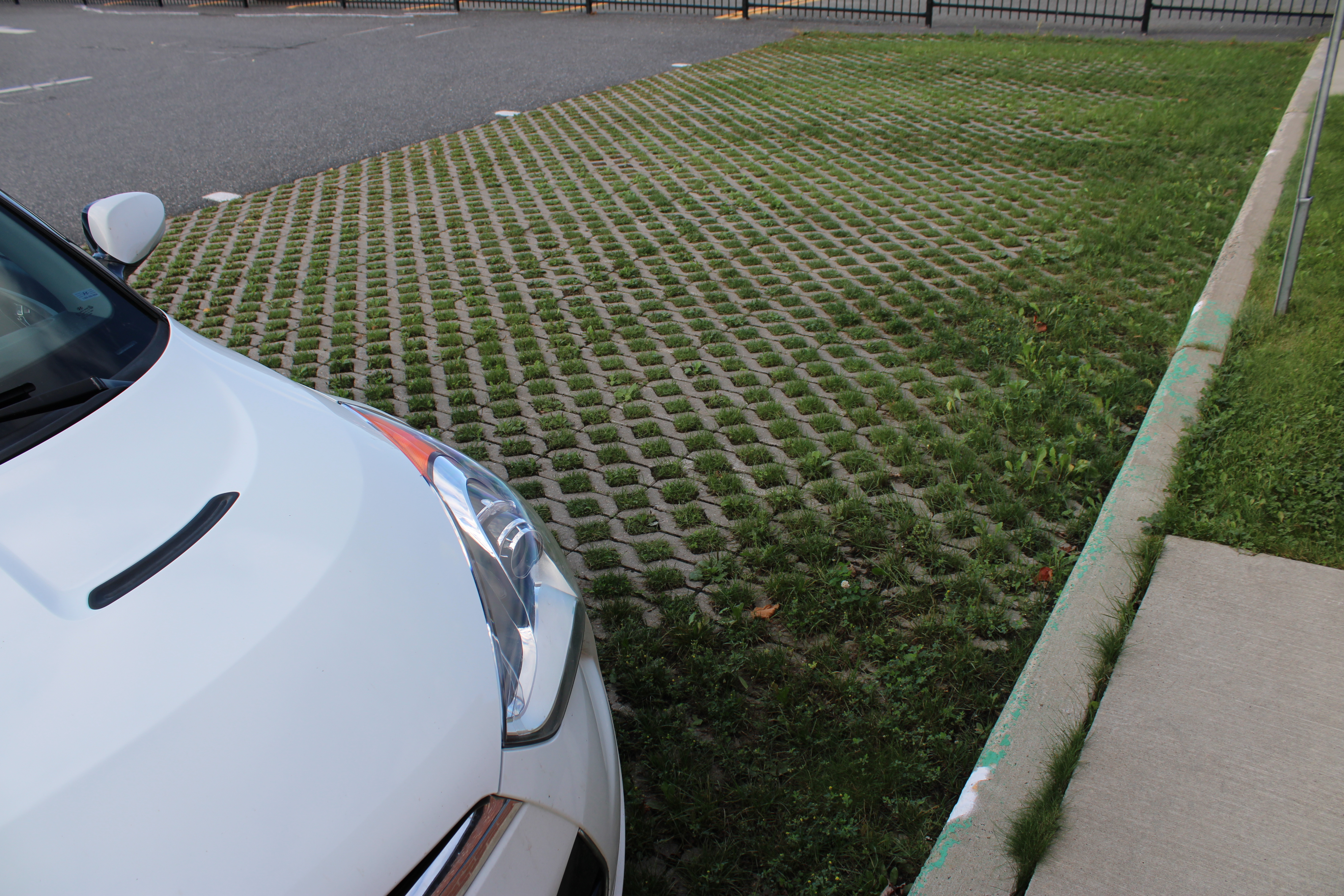
Ce pavé ajouré engazonné favorise l'infiltration des eaux de pluie et de ruissellement d'un stationnement public à Plessisvile au Québec.

#### Dalles ajourées engazonnables
Elles peuvent être faites de béton ou de polyéthylène haute densité (PEHD) résistantes aux rayonnement ultraviolet et pour certains modèles 100 % recyclé et recyclable. Correctement posées, les dalles ajourées permettent jusqu'à 90 % d'engazonnement ou de végétalisation par une flore sauvage (à condition de ne pas y laisser pousser de ligneux). Certains modèles facilitent la circulation des vers de terre d'une cellule à l'autre.
Les eaux de pluie sont en partie épurée et infiltrée dans le sol supportant jusqu'à 200 tonnes par m², elles préviennent l'orniérage et éventuellement l'érosion de talus. Si le nombre de véhicules n'est pas trop important, elles permettent de construire des stationnements végétalisés, des ruelles ou des routes permanentes végétalisées (dans certains écoquartiers par exemple).
Les chevaux peuvent être gênés par la sensation inhabituelle qu'ils éprouvent sur ce sol. Il est aussi inconfortable de s'y promener en chaussures à talons hauts.

### Puits d'infiltration
Les puits d’infiltration comme leur non l'indique permettent l'infiltration des eaux pluviales dans le sol. Ils réalisent un stockage temporaire de l'eau avant infiltration dans les couches perméables du sol.
Ils sont plus ou moins sophistiqués et sont équipés d'une multitude de techniques et de couches de matériaux divers qui permettent de filtrer et de décanter l'eau qu'ils reçoivent. Les parois des puits sont généralement recouvertes de géotextile afin de filtrer la pollution et l'empêcher de migrer dans le sol. Les puits sont souvent utilisés en complément des techniques de stockage en amont (tranchée drainante, noue et fossé, bassin de rétention) et permettre d'accueillir leur débit de fuite.

#### Citernes de stockage
La citerne peut être enterrée ou non, elle joue le même rôle qu'un bassin de stockage dans la rétention et la réutilisation de l'eau pluviale. Les citernes permettent le stockage des eaux pluviales des toitures et leur réutilisation. Elles sont efficaces pour un usage privé car elles possèdent un volume de stockage peu important. Elles sont équipées d'un filtre positionné à l’amont de la cuve qui permet l'élimination des impuretés (feuilles, brindilles, cailloux…).

### Chaussée-réservoir
Le matériau très poreux des chaussées-réservoirs est conçu pour stocker temporairement l'eau de pluie, avec relâchement lent pour écrêter les crues. L’eau s'y épure, dans une certaine mesure, en y percolant, grâce aux bactéries installées dans le substrat.
Des structures équivalentes enterrées peuvent recevoir l’eau des chaussées, injectées par des avaloirs judicieusement disposés si le revêtement est étanche.
Après stockage, s’il y a risque de pollution, l’eau peut être évacuée vers un exutoire destiné à son épuration. Il peut s'agir de station d’épuration ou de lagunage naturel selon le risque.
La technique alternative chaussée-réservoir permet une meilleure prévention des inondations puisque ce dispositif permet un stockage des eaux de ruissellement urbain au plus près de la source. On peut expliquer ce risque d’inondation par la très forte imperméabilisation des sols ce qui conduit les eaux de ruissellement urbain à ne plus pouvoir s’infiltrer rapidement dans les sols. Lors de fortes pluies, par exemple, le réseau d’eau peut être vite saturé alors une structure de chaussée-réservoir peut aider à prévenir les inondations. La technique alternative de chaussée-réservoir peut donc être qualifiée de technique d’Écologie urbaine puisqu’elle aide à la désimperméabilisation des sols et à la prévention des inondations urbaines.

### Stockage-infiltration linéaire par le système de collecte
L'introduction de dispositifs de régulation, comme des vannes hydrodynamiques autonomes ou des plaques orifices, permet de transformer les canalisations de collecte en autant d'organes de stockage tampon et même d'infiltration s'ils sont couplés à des drains au sein de structures de chaussées drainantes (de type ballast auto-compactant de granulométrie homogène 20/40 ou 40/80 par exemple). Tout le dispositif de compensation de l'imperméabilisation est alors géré sous la voirie, et ne nécessite donc pas de foncier dédié.

## Conditions de réussite
Ce sont une bonne transversalité des services de voirie, assainissement, espaces verts, qui doivent travailler en amont et peuvent utilement s'associer les services d'un paysagiste et d'un écologue pour développer une gestion écologique et donc différenciée favorable à une meilleure gestion et épuration des eaux. ADOPTA a montré que ces solutions permettent de très importantes économies si les conditions suivantes sont réunies :
- les solutions sont basées sur un diagnostic pertinent ;
- elles prennent en compte le risque climatique croissant, ainsi que les contraintes et opportunités des sites concernés ;
- elles sont intégrées de manière cohérente et dès l’amont des projets ;
- elles sont intégrées à l’échelle des bassins versants.

## En Europe
C'est surtout en Allemagne et aux Pays-Bas que ces concepts sont nés (Berlin, Stuttgart, Hambourg). Les terrasses végétalisées y ont notamment été développées avec beaucoup d'avance par rapport aux autres pays européens.
Parfois, les mesures de gestion du ruissellement sont en outre accompagnées de la fin de l'utilisation du sel de déneigement (toxique pour de nombreuses espèces) ou alors son utilisation est fortement limitée (au profit de gravier, qu'on peut même à Stuttgart récupérer dans les égouts via un dispositif spécial).

### En France
En France, diverses collectivités depuis les années 1990/2000 (Nantes, Bordeaux, Paris...) peuvent s'appuyer sur une large expérimentation pour tester plusieurs dizaines de méthodes alternatives initialement mises en œuvre dans les zones d'affaissement minier du nord de la France, où le risque d'inondation est particulièrement critique. Ce travail a été fait via une association loi de 1901 nommée ADOPTA, consacrée à l'expérimentation et à la promotion de techniques alternatives de lutte contre les inondations et le ruissellement urbain. En 2017, le CGDD estime que les coûts de la gestion des eaux pluviales et du ruissellement sont d'« environ 2 milliards d’euros à plus ou moins 500 millions, soit de l’ordre de 25 à 50 euros par habitant, hors personnel ». Les techniques alternatives de gestion des eaux de ruissellement en permettant une meilleure infiltration rendrait la ville plus perméable et soulagerait ainsi le réseau d'égout en particulier en période de crue. La multiplication des aménagements mettant en œuvre ces techniques alternatives de gestion des eaux du ruissellement représenterait à terme des économies de l'ordre de plusieurs millions d'euros par an pour le contribuable.
La communauté d’agglomération du Douaisis a été pionnière avec, en 2017, 25 % de son territoire géré par des techniques alternatives variées a estimé qu'elle économisait ainsi environ un million d’euros par an (par rapport au coût de construction et gestion des infrastructures classiques de type bassin d'orage et réseaux :
En 1992La loi sur l'eau permet aux documents d'urbanisme d'intégrer des règles sur la gestion des eaux pluviales. Plus tard, Les Sage et les Sdage pourront également intégrer des préconisations opposables aux documents d'urbanisme (ainsi Le Sdage Rhône-Méditerranée demande de compenser à 150 % toute nouvelle surface imperméabilisée par des projets d’aménagement.
la loi Aluret la modernisation du plan local d'urbanisme (PLU) créent le zonage pluvial et invitent à désimperméabiliser la ville dans le cadre du schéma directeur de gestion des eaux pluviales (cadre promu par la feuille de route de la Conférence environnementale de 2013, mais sans dates butoir, et de nombreuses collectivités n'ont pas encore créé ce zonage.
En 2016La loi Biodiversité complète le Code français de l'urbanisme par un article stipulant que tout nouvel aménagement commercial doit en place sur les aires de stationnement « , des revêtements de surface, des aménagements hydrauliques ou des dispositifs végétalisés favorisant la perméabilité et l’infiltration des eaux pluviales ou leur évaporation et préservant les fonctions écologiques des sols ».
En 2015l'arrêté du 21 juillet sur les eaux résiduaires urbaines et l’autosurveillance fait une priorité de la gestion à la source (par infiltration) des eaux pluviales y compris dans les aménagements existants. Il ne s'agit plus de construire toujours plus de bassins d’orage, mais d’essayer d’éviter le rejet, selon le principe éviter-réduire-compenser.
avant 2020la loi Notre prévoit que la compétence eaux pluviales (réseau d’assainissement, fossés, pollution, débordement, risques d’inondation, espaces inondables et d'infiltration, etc) aujourd'hui rattachée à la compétence assainissement et financée par le budget général de la collectivité (contrairement au service assainissement financé via une redevances) devrait passer aux communautés de communes. Une taxe pluviale était prévue pour financer la gestion des eaux pluviales, mais a finalement été abrogée en 2015.

### Règlementation en France concernant ladésimperméabilisation
La réglementation donne un cadre juridique qui permet aux Collectivités territoriales en France d’agir à propos des enjeux à l’imperméabilisation. Cette réglementation devient de plus en plus concrète dans un monde où la renaturation des sols devient un souci majeur de l'Aménagement urbain. Cette réglementation se fait à différentes échelles. Tout d’abord à l’échelle des territoires avec plusieurs codes (de l’urbanisme, de l’environnement) puis à l’échelle des Collectivités territoriales en France, c’est-à-dire des communes, départements et régions.
Pour approfondir sur les différents codes, on peut donc citer celui de l’urbanisme qui contribue à la limitation de l’imperméabilisation nouvelle des sols et de ses effets. On y trouve des articles concernant la limitation de la consommation d’espace, l’obligation d’une part minimale de surfaces non imperméabilisées, l’installation de toitures végétalisées sur certains projets ou encore l’installation de certains dispositifs sur les aires de stationnement.
Ensuite, le Code de l'environnement (France) contribue également à la prévention concernant l’imperméabilisation des sols. Il y a plusieurs enjeux comme la préservation des écosystèmes aquatiques et des zones humides, protection des eaux, lutte contre les pollutions, prévention et protection des inondations et conservation et libre écoulement des eaux.
Enfin, le Code général des collectivités territoriales vise lui aussi plusieurs enjeux : le règlement concernant l’assainissement, le zonage pluvial et la gestion à la source des eaux pluviales et non raccordement du système de collecte des eaux pluviales au système de collecte des eaux usées.

### ADOPTA
L’association « loi 1901 » propose des documents techniques téléchargeables sur ces dispositifs et leurs résultats. Elle organise pour les collectivités qui le demandent des visites des installations, qui sont devenues une véritable vitrine de démonstration. Plus de 120 réalisations mises en œuvre et testées au 1er mars 2001 sur la ville de Douai et à ses environs, dans le Nord de la France.
ADOPTA promeut toutes les alternatives à l'imperméabilisation des sols qui s'inscrivent dans un esprit et un objectif de développement durable.
Plusieurs collectivités locales ont imposé ces dispositifs et les recommandations de l’ADOPTA dans leurs cahiers des charges. Lyon et Bordeaux ont également conduit des démarches exemplaires, de test et de démonstration dans ce domaine, mais de nombreuses villes allemandes et néerlandaises ont été pilotes avant la France en matière de gestion alternative des eaux pluviales.

#### Histoire et objectifs

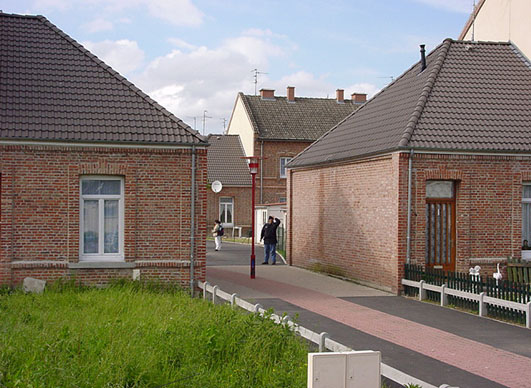
Dans un coron réhabilité, autrefois humide et périodiquement inondé, un réseau de chaussées et chemins, draine efficacement l'eau de pluie et tamponne les pics pluvieux, sans inondations des caves voisines.

Le SIADO (Syndicat Intercommunal d'Assainissement de la région de DOuai), la SED (Société des Eaux de Douai) et la Ville de Douai, étaient particulièrement intéressés par les alternatives, car cette ville étant située en zone d’affaissement minier, et de séquelles industrielles (sites, sols et sédiments pollués), toute inondation peut prendre des proportions catastrophiques.
Ces entités, lorsqu'elles ont voulu créer l’association ADOPTA, ont obtenu un fort soutien de la Région et de l’Agence de l’eau, également intéressées par la préservation de l’alimentation des nappes, car les nappes non polluées commencent à manquer dans cette région qui en dépend à 96 % pour l’alimentation en eau potable. La région est par ailleurs une des plus urbanisées d’Europe et la périurbanisation continue contribuer à l'imperméabilisation, qui est à la fois source d’inondations, de sécheresses, de pollution de l’eau et d’érosion des sols.
Cette association est ouverte à des maîtres d'ouvrage, maîtres d'œuvre publics ou privés, aménageurs, architectes, entreprises de travaux publics et de bâtiments, fournisseurs, etc qu’elle associe à des commissions de travail et de réflexion et à la publication de documents d’aide et de conseil.
L’association ADOPTA a aussi et notamment montré l'importance des outils juridiques qui permettent aux communes et agglomérations d’imposer nombre de ces solutions.
Une plus-value écopaysagère supplémentaire peut être apportée, avec par exemple dans cette région l’intégration des sites de gestion de l’eau dans la Trame verte et Bleue du Conseil Régional.

### Vidéographie
- Visite de terrain à Crépy-en-Valois, commune de l'Oise qui pratique une gestion durable des eaux pluviales depuis 2001 (Voir la vidéo : Climatour #13 "Gérer la pluie : pour mieux s’adapter au changement climatique !". Centre Ressource du Développement Durable - Cerdd (2018)